# Paris-Roubaix 1963
Paris-Roubaix 1963 a fost a 61-a ediție a Paris-Roubaix, o cursă clasică de ciclism de o zi din Franța. Evenimentul a avut loc pe 7 aprilie 1963 și s-a desfășurat pe o distanță de 266 de kilometri de la Compiègne până la velodromul din Roubaix. Câștigătorul a fost Emile Daems din Belgia de la echipa Peugeot–BP–Englebert.

## Rezultate
| Loc | Concurent               | Echipă                   | Timp       |
| --- | ----------------------- | ------------------------ | ---------- |
| 1   | Emile Daems (BEL)       | Peugeot–BP–Englebert     | 7h 03' 33" |
| 2   | Rik Van Looy (BEL)      | G.B.C.–Libertas          | + 0"       |
| 3   | Jan Janssen (NED)       | Pelforth–Sauvage–Lejeune | + 0"       |
| 4   | Marcel Janssens (BEL)   | Flandria–Faema           | + 0"       |
| 5   | Armand Desmet (BEL)     | Flandria–Faema           | + 0"       |
| 6   | Raymond Poulidor (FRA)  | Mercier–BP–Hutchinson    | + 0"       |
| 7   | Peter Post (NED)        | Dr. Mann–Labo            | + 0"       |
| 8   | Tom Simpson (GBR)       | Peugeot–BP–Englebert     | + 0"       |
| 9   | Arthur Decabooter (BEL) | Solo–Terrot              | + 0"       |
| 10  | Jef Planckaert (BEL)    | Flandria–Faema           | + 0"       |